# Anton Olegovich Antonenko
Anton Olegovich Antonenko (tiếng Nga: Антон Олегович Антоненко; sinh ngày 19 tháng 3 năm 1999) là một cầu thủ bóng đá người Nga thi đấu cho F.K. Orenburg-2.

## Sự nghiệp câu lạc bộ
Anh có màn ra mắt tại Giải bóng đá chuyên nghiệp quốc gia Nga cho F.K. Orenburg-2 vào ngày 18 tháng 8 năm 2017 trong trận đấu với F.K. Anzhi-Yunior Zelenodolsk.